# 1837
| 1837                                |
| ----------------------------------- |
| Dødsfald - Fødsler                  |
| • Begivenheder • Litteratur • Musik |

| Gregoriansk kalender | 1837 MDCCCXXXVII        |
| Ab urbe condita      | 2590                    |
| Armensk kalender     | 1286 ԹՎ ՌՄՁԶ            |
| Kinesiske kalender   | 4533 – 4534 丙申 – 丁酉 |
| Etiopisk kalender    | 1829 – 1830             |
| Jødisk kalender      | 5597 – 5598             |
| Hindukalendere       |                         |
| - Vikram Samvat      | 1892 – 1893             |
| - Shaka Samvat       | 1759 – 1760             |
| - Kali Yuga          | 4938 – 4939             |
| Iransk kalender      | 1215 – 1216             |
| Islamisk kalender    | 1253 – 1254             |

Konge i Danmark: Frederik 6. 1808-1839
Se også 1837 (tal)

## Begivenheder

### Udateret
- Thorvaldsen Medaillen indstiftes af kong Christian 8.
- Den elektriske telegraf opfindes i to forskellige udformninger i hhv England og USA.
- Den danske Boghandlerforening stiftes af ni boghandlere.
- L.J.M. Daguerre opfinder Daguerreotypi'en.
- Der bliver indført lov om valg til byrådene, dog sådan at kun de velstillede har stemmeret

### Januar
- 26. januar – Michigan bliver optaget som USA's 26. stat

### Juni
- 20. juni – Dronning Victoria bestiger den engelske trone.

### Juli
- 13. juli - Dronning Victoria flytter som den første britiske monark ind på Buckingham Palace

### November
- 1. november – Kong Frederik 6. indskrænker trykkefriheden – selv om stænderforsamlingerne og kancelliet var imod det

### December
- 6. december – Skarp eksamination – det vil sige forhør under tortur – forbydes ved lov i Danmark.

## Født
- 7. februar - sir James Murray, skotsk leksikograf, filolog og redaktør på (OED) fra 1879 til sin død i 1915.
- 18. marts – Grover Cleveland, USAs 22. og 24. præsident (død 1908).
- 21. april – Fredrik Bajer, dansk forfatter og Nobelprismodtager (død 1922).
- 9. maj – Adam Opel, tysk industrimand, grundlægger af Adam Opel GmbH (død 1895).
- 27. maj – Wild Bill Hickok, en amerikansk revolvermand og sheriff i Det Vilde Vesten (død 1876).
- 11. august – Marie François Sadi Carnot, Frankrigs præsident i 1887-94 (død 1894).
- 12. august - Hans Christian Holch, dansk politiker (død 1906).
- 3. september - Ralph Copeland, britisk astronom (død 1905).
- 16. september – Peter 5. af Portugal, konge af Portugal i 1853–61 (død 1861).
- 15. november – Philip W. Heyman, Tuborgs grundlægger (død 1893).
- 24. december – kejserinde Elisabeth af Østrig-Ungarn (død 1898).

## Dødsfald
- 7. februar – Gustav 4. Adolf af Sverige – konge af Sverige 1792-1809 (født 1778).
- 31. marts – John Constable, engelsk landskabsmaler (født 1776).
- 18. maj – Hans Christian Lyngbye, dansk præst, botaniker og udgiver af den første bog på færøsk (født 1782).
- 20. juni – Vilhelm 4., konge af England. fra 1830 til sin død (født 1765)